# Tactic
Tactic – miasto w środkowej Gwatemali, w departamencie Alta Verapaz, leżące w odległości 30 km na południe od stolicy departamentu, nad rzeką Río Cahabón. Miasto jest siedzibą gminy o tej samej nazwie, która w 2012 roku liczyła 35 173 mieszkańców. Gmina jest niewielka i zajmuje powierzchnię tylko 85 km².